# Lecania annulipes
Lecania annulipes là một loài ruồi trong họ Asilidae. Lecania annulipes được Macquart miêu tả năm 1846.